# Souphanouvong
Hoàng thân Souphanouvong (phiên âm: Xu-pha-nu-vông, 13 tháng 7 năm 1909 - 9 tháng 1 năm 1995) cùng với hoàng thân cùng cha khác mẹ Souvanna Phouma và hoàng thân Boun Oum của Champasak, là một trong "Ba hoàng thân" đại diện cho 3 phái chính trị riêng rẽ ở Lào: cộng sản (thân Việt Nam), trung lập và bảo hoàng (thân Mỹ). Ông là chủ tịch Lào từ tháng 12 năm 1975 đến tháng 8 năm 1991.

## Tiểu sử
Souphanouvong là một trong ba con trai của hoàng thân Bounkhong, Uparat (phó vương) cuối cùng của Luang Prabang. Mẹ của ông là bà Mom Kham Ouane. Năm mới 11 tuổi, Souphanouvong đã đến Việt Nam học tập tại trường Albert Sarraut, Hà Nội. 10 năm sau, năm 1920 sang học tại Pháp cùng thái tử Savang Vatthana (1907-1981) và hoàng thân Souvanna Phouma (1901-1984). Trọ trong căn hộ trên đại lộ Raspail của tướng Pháp Coquelet. Tốt nghiệp đại học quốc gia cầu đường Paris, Hoàng thân được bổ nhiệm làm việc tại Sở Công chính Nha Trang. Ông về Trung kỳ Việt Nam công tác đã từng đảm nhận chức vụ Kiến trúc sư trưởng khu Công chánh Nha Trang, tham gia khá nhiều vào các công trình thủy lợi trên đất Việt Nam, trong đó có 7 công trình cho đến nay vẫn đang còn sử dụng, tiêu biểu như Tháp nước Phan Thiết, đập Bái Thượng ở Thanh Hóa. Ông gặp Chủ tịch Hồ Chí Minh, gia nhập Đảng Cộng sản Đông Dương và bắt đầu sự nghiệp cách mạng.

## Biệt danhHoàng thân Đỏ
Năm 1945, ông chỉ huy lực lượng vũ trang của chính phủ Lào Issara, sau đó tham gia thành lập Neo Lào Issara và tham gia Đảng Cộng sản Đông Dương. Ông đã trở thành lãnh đạo của chính phủ Kháng chiến, lực lượng Pathet Lào và thành viên cao cấp Đảng Nhân dân Cách mạng Lào, và khi đảng này đã giành được quyền lực, ông đã trở thành Chủ tịch đầu tiên của nước Cộng hòa Dân chủ Nhân dân Lào. Sau năm 1986, Phoumi Vongvichit là quyền chủ tịch. Năm 1991, khi Kaysone Phomvihane thiết lập chức chủ tịch hành pháp năm 1991, Souphanouvong thôi vai trò lãnh đạo, khi đó ông 82 tuổi, và trở thành cố vấn trung ương đảng.

## Khả năng cá nhân
Người ta cho rằng ông là người con trai có tài nhất trong các con trai của Bounkhong, ông nói được 13 ngôn ngữ, bao gồm tiếng Việt, tiếng Hy Lạp và tiếng Latin. Ông đã làm việc ở các cảng của Le Havre trước khi nhận được bằng kỹ sư từ École nationale des ponts et chaussées (Trường quốc gia cầu cống của Pháp).

## Gia đình
Người vợ của ông, bà Nguyễn Thị Kỳ Nam, là người Việt Nam, quê ở Nha Trang, được ông đặt tên Lào là Viengkham Souphanouvong. Năm 1937, sau khi kết thúc quãng thời gian du học ở Pháp, Hoàng thân Souphanouvong bị Toàn quyền Đông Dương bổ nhiệm làm công chức Sở Công chánh An Nam Trung kỳ ở Nha Trang. Đến Nha Trang, bước chân vào khách sạn Bon Air với ý định xin nghỉ trọ, Hoàng thân Souphanouvong đã gặp bà mà sau này ông mới biết đó chính là tiểu thư Kỳ Nam, con gái của ông chủ khách sạn và cũng là hoa khôi xinh đẹp nức tiếng xứ Trung kỳ. Bà Kỳ Nam là nữ sinh trường Đồng Khánh, thông thạo nhiều ngôn ngữ, có văn bằng biên tập viên, nhà báo. Ông bà có 10 người con, các con của ông đều từng có thời gian học ở Việt Nam và thông thạo tiếng Việt.
Con trai cả là Ariya Souphanouvong đã hy sinh năm 1967. Con trai thứ 2 là Khamsay Souphanouvong, từ năm 1986 là ủy viên trung ương Đảng Nhân dân Cách mạng Lào, Bộ trưởng Bộ Tài chính. Năm 2000 ông cùng gia đình định cư tại New Zealand. Con trai thứ 3 là ông Vinaythong Souphanouvong (Nguyễn Văn Chính), hiện vẫn sống ở Lào . Con gái thứ 5 là bà Nhotkeomani Souphanouvong (Nguyễn Kiều Nga), hiện cũng đang sống ở Lào . Các người con khác không rõ thông tin.

#### Chuyên khảo
- Brown, MacAlister; Zasloff, Joseph Jermiah (1986). Apprentice Revolutionaries: The Communist Movement in Laos, 1930-1985 [Những nhà cách mạng thực tập: Phong trào cộng sản ở Lào, 1930-1985]. California: Hoover Institution Press. ISBN 0-8179-8122-5.
- Dommen, Arthur J. (2001). The Indochinese Experience of the French and the Americans: Nationalism and Communism in Cambodia, Laos, and Vietnam [Kinh nghiệm Đông Dương của Pháp và Mỹ: Chủ nghĩa dân tộc và chủ nghĩa cộng sản ở Cao Miên, Lào, và Việt Nam]. Indiana: Nhà xuất bản Đại học Indiana. ISBN 0-253-33854-9.
- Evans, Grant (1998). The Politics of Ritual and Remembrance: Laos Since 1975 [Chính trị của lễ nghi và ký ức: Lào kể từ năm 1975]. Honolulu: Nhà xuất bản Đại học Hawai'i. ISBN 0-8248-2054-1.
- Gaĭduk, Ilʹi︠a︡ V. (2003). Confronting Vietnam: Soviet Policy Toward the Indochina Conflict, 1954-1963 [Đối mặt Việt Nam: Chính sách của Liên Xô về cuộc xung đột ở Đông Dương, 1954-1963]. Washington, D.C.: Woodrow Wilson Center Press. ISBN 0-8047-4712-1.
- Goscha, Christopher E. (1999). Thailand and the Southeast Asian Networks of the Vietnamese Revolution, 1885-1954 [Thái Lan và mạng lưới Đông Nam Á của Cách mạng Việt Nam, 1885-1954]. Anh: Curzon Press. ISBN 0-7007-0622-4.
- Gunn, Geoffrey C. (1992). "Prince Souphanouvong: Revolutionary and intellectual" [Hoàng thân Souphanouvong: Nhà cách mạng và người trí thức]. Journal of Contemporary Asia [Tập san châu Á đương đại]. Quyển 22 số 1. Khoa Lịch sử, Đại học Brunei. tr. 94–103. doi:10.1080/00472339280000081.
- Jacobs, Seth (2012). The Universe Unraveling: American Foreign Policy in Cold War Laos [Xóa bỏ vũ trụ: Chính sách ngoại giao của Mỹ ở Lào thời Chiến tranh Lạnh]. Ithaca và London: Nhà xuất bản Đại học Cornell. ISBN 978-0-8014-6451-5.
- Rust, William J. (2012). Before the Quagmire: American Intervention in Laos, 1954-1961 [Trước lúc sa lầy: Can thiệp của Mỹ ở Lào, 1954-1961]. Anh: Nhà xuất bản Đại học Kentucky. ISBN 0-8131-3578-8.
- Wolfson-Ford, Ryan (2023). "Sibling Rivalry" [Anh em đối địch]. Sojourn: Journal of Social Issues in Southeast Asia [Sojurn: Tập san về các vấn đề xã hội ở Đông Nam Á]. Quyển 38 số 2. ISEAS - Viện Yusof Ishak. tr. 286–319. ISSN 1793-2858. JSTOR 27219725.

#### Báo chí
- Hân Minh; Nguyễn Ngôn (2004). "Cuộc giải thoát Hoàng thân Souphanouvong". Tạp chí Lào – Việt. Bản gốc lưu trữ ngày 4 tháng 4 năm 2024. Truy cập ngày 5 tháng 4 năm 2024.
- Hồng Hạnh; Thúy Lan (ngày 2 tháng 9 năm 2017). "Người phi công và những chuyến bay chở Hoàng thân Souphanouvong". Vietnam+. Truy cập ngày 5 tháng 4 năm 2024.{{Chú thích web}}:  Quản lý CS1: năm (liên kết)
- Ngọc Anh (ngày 4 tháng 9 năm 2022). "Cuộc hội kiến lịch sử của Bác Hồ và Hoàng thân Xuphanuvông". Đắk Lắk. Truy cập ngày 5 tháng 4 năm 2024.{{Chú thích web}}:  Quản lý CS1: năm (liên kết)
- Ngọc Minh (ngày 3 tháng 9 năm 2022). "'Hoàng thân đỏ' Souphanouvong với Việt Nam: Trở thành người chiến sĩ cách mạng". Thanh Niên. Truy cập ngày 5 tháng 4 năm 2024.{{Chú thích web}}:  Quản lý CS1: năm (liên kết)
- Nguyễn Đình Quân (ngày 31 tháng 5 năm 2008). "Hoàng thân xứ Triệu Voi và hoa khôi xứ trầm hương". Tiền phong. Truy cập ngày 5 tháng 4 năm 2024.{{Chú thích web}}:  Quản lý CS1: năm (liên kết)
- Tùng Khanh (ngày 20 tháng 2 năm 2015). "Những câu chuyện huyền thoại về gia đình Hoàng gia Lào mang một nửa dòng máu Việt". Công an nhân dân. Truy cập ngày 5 tháng 4 năm 2024.{{Chú thích web}}:  Quản lý CS1: năm (liên kết)
- Trần Công Tấn (ngày 24 tháng 9 năm 2012). "Hoa khôi trở thành Bà Hoàng". Nhân dân. Truy cập ngày 5 tháng 4 năm 2024.{{Chú thích web}}:  Quản lý CS1: năm (liên kết)
- —— (ngày 2 tháng 12 năm 2011). "Bác Hồ với Hoàng thân Xuphanuvông". Sài Gòn Giải Phóng. Truy cập ngày 5 tháng 4 năm 2024.{{Chú thích web}}:  Quản lý CS1: năm (liên kết)